# نوک‌خنجری گردن‌سرخ
 نوک‌خنجری گردن‌سرخ نوعی پرنده دریایی از سرده نوک‌خنجریان است که در جاهای مختلف استرالیا (به اسثتنای شمال این سرزمین) زندگی می‌کند. پاهای این پرنده آبچر بلند و کشیده می‌باشد. نوک‌خنجری گردن حنایی همانند دیگر پرندگان دریایی به آبچری و شنا بسیار علاقه‌مند است. این پرنده در حاشیه دریاچه‌ها و آب‌های کم عمق زندگی می‌کند. ویژگی ظاهری و اصلی این پرنده نوک رو به بالا و خمیده آن است. گردن و سر این پرنده دریایی، حنایی رنگ است که در اطراف چشمش این رنگ سفید می‌گردد. رنگ پرهای پرنده سفید است ولی بر روی پشت و بال‌های پرنده لکه‌های درشت سیاه رنگ دیده می‌شود.
- باید دقت کرد که سر و گردن در گونه دیگر یعنی نوک‌خنجری آمریکایی به رنگ حنایی است.

## نگارخانه

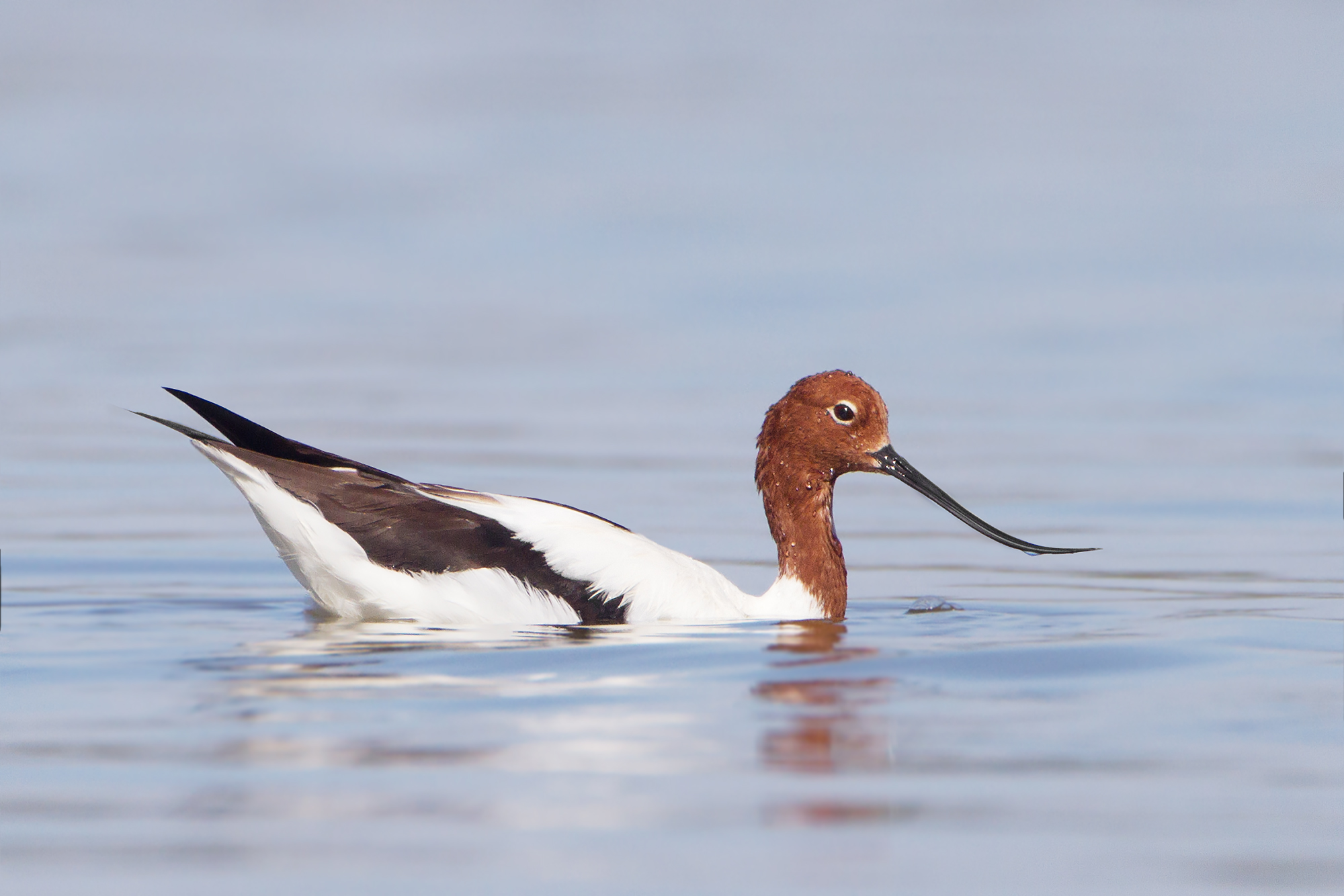
در آب
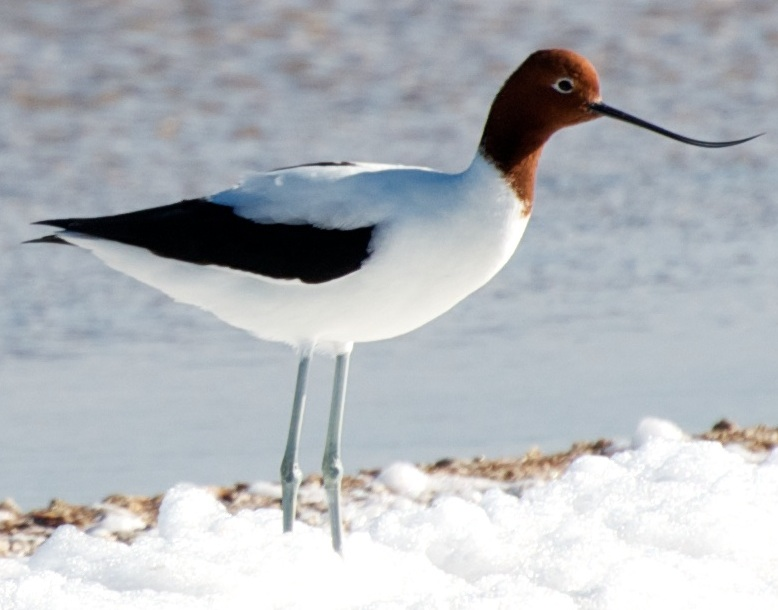